# 松潘荆芥
松潘荆芥（学名：Nepeta sungpanensis）为唇形科荆芥属下的一个种。

## 扩展阅读
- 維基物種上的相關：松潘荆芥